# Onoe Kikugorō V
Onoe Kikugorō V (五代目 尾上菊五郎, Godaime Onoe Kikugorō), né le 4 juin 1844 – mort le 18 février 1903, est un acteur japonais du genre théâtral kabuki, l'un des trois plus connus et célébrés de l'ère Meiji avec Ichikawa Danjūrō IX et Ichikawa Sadanji I. Contrairement à la plupart des acteurs kabuki spécialisés dans un type de rôle particulier, Kikugorō, en kaneru yakusha, interprète aussi bien les tachiyaku (rôles masculins) que les onnagata (rôles féminins) et est surtout connu pour ses interprétations des pièces de Kawatake Mokuami. Kikugorō est également reconnu comme l'un des principaux acteurs du sous-genre « moderne » kabuki appelé zangirimono (« pièces aux cheveux en chignon »), qui montrent des coupes de cheveux et des costumes occidentaux.
Kikugorō est un personnage populaire des estampes sur bois du genre ukiyo-e, en particulier celles de Toyohara Kunichika. Il est également représenté sur des timbres postaux japonais et apparaît dans l'un des tout premiers films tournés au Japon, Momijigari, dans le rôle de la princesse démon.
Les Dix pièces anciennes et nouvelles (新古演劇十種, shinko engeki jisshu) associées avec la famille Onoe ont été choisies par Kikugorō V et son fils Onoe Kikugorō VI et comptent plusieurs des pièces pour lesquelles Kikugorō V était lui-même fameux.

## Noms et lignée
Comme la plupart des acteurs kabuki et nombre d'artistes de son époque, Kikugorō emploie un certain nombre de noms de scène tout au long de sa carrière. Son nom de guilde, ou yagō, est Otowaya. Il est aussi connu à différentes époques et dans des contextes divers, sous les noms Ichimura Kakitsu IV, Ichimura Uzaemon XIII, Ichimura Kurōemon, Onoe Baikō V et Onoe Kurōemon I et emploie Baikō et Kakitsu comme noms de poésie (haimyō).
Cinquième acteur kabuki à porter le nom Onoe Kikugorō, il est fils d'Ichimura Takenojō V et petit-fils d'Ichimura Uzaemon XI et Onoe Kikugorō III. Bandō Kakitsu I est son frère. Kikugorō V a deux fils biologiques, Onoe Kikugorō VI et Bandō Hikosaburō VI, et adopte Onoe Kikunosuke II et Onoe Baikō VI.
Un certain nombre d'acteurs contemporains descendent de Kikugorō V, dont son arrière-petit-fils Nakamura Kanzaburō XVIII, un des acteurs de premier plan de nos jours, et les fils de Kanzaburō (arrière-arrière petit-fils de Kikugorō) Nakamura Shichinosuke II et Nakamura Kantarō II.

## Carrière
Celui qui sera plus tard connu sous le nom Kikugorō V, fait ses débuts sur scène à l'âge de quatre ans en 1848 sous le nom Ichimura Kurōemon. Trois ans plus tard, il succède à son père dans le port du nom Uzaemon lorsque celui-ci devient Takenojō V et zamoto (directeur) du Ichimura-za.
Uzaemon XIII se produit dans les premières d'un certain nombre de pièces de Kawatake Mokuami, plus important dramaturge de la période du bakumatsu. Parmi celles-ci figure la première de Aoto Zōshi Hana no Nishiki-e en mars 1862, dans laquelle il interprète le rôle principal de Benten Kozō et de très nombreuses années plus tard, les premières de Tsuchigumo et Ibaraki, entre autres. Il prend le nom Ichimura Kakitsu en 1863 avant de devenir le cinquième Onoe Kikugorō en 1868 et zagashira (metteur en scène, chef de troupe) du Nakamura-za l'année suivante.
Kikugorō fait partie des acteurs qui participent à une représentation spéciale donnée au Shintomi-za le 16 juillet 1879, en l'honneur du président américain Ulysses S. Grant. La pièce Gosannen Ōshū Gunki, qui associe de façon métaphorique certains aspects de la guerre de Sécession à l'histoire de la guerre de Gosannen du XIe siècle au Japon, est écrite et jouée spécialement pour cette occasion. Il se produit également lors de l'inauguration du Chitose-za en 1885 et devant l'empereur Meiji deux ans plus tard aux côtés d'Ichikawa Danjūrō IX et Ichikawa Sadanji I ; c'est la première fois qu'un empereur du Japon daigne assister à une représentation kabuki.
Particulièrement dévoué à son art, Kikugorō visite même le site de la bataille d'Ueno de 1868 au cours des combats pour se rendre compte par lui-même de ce qu'est la guerre et comment se comportent les soldats, de façon à être en mesure de mieux les représenter sur scène.
Il se produit d'innombrables fois au Ichimura-za et au Kabuki-za (ouvert en 1889) au cours de sa carrière. Kikugorō fait sa dernière apparition sur scène dans ce dernier théâtre en novembre 1902, où il interprète les rôles de Benten Kozō, Shizue et Kinai dans une pièce intitulée Chūshin Kanagaki Kōshaku. Il meurt quelques mois plus tard, le 18 février 1903 à l'âge de 58 ans.

## Source de la traduction
- (en) Cet article est partiellement ou en totalité issu de l’article de Wikipédia en anglais intitulé « Onoe Kikugorō V » (voir la liste des auteurs).